# Elk River (Idaho)
Elk River es una ciudad ubicada en el condado de Clearwater en el estado estadounidense de Idaho. En el año 2010 tenía una población de 125 habitantes y una densidad poblacional de 312,5 personas por km².

## Geografía
Elk River se encuentra ubicado en las coordenadas 46°46′58″N 116°10′48″O / 46.78278, -116.18000. Según la Oficina del Censo, la localidad tiene un área total de 0,4 km² (0,2 mi²), de la cual 0,4 km² (0,2 mi²) es tierra y 0 km² (0 mi²) (0.0%) es agua.

## Demografía
En el 2000 la renta per cápita promedia del hogar era de $30,000, y el ingreso promedio para una familia era de $31,250. En 2000 los hombres tenían un ingreso per cápita de $29,375 contra $17,500 para las mujeres. El ingreso per cápita para la localidad era de $16,082. Alrededor del 14.1% de la población estaba bajo el umbral de pobreza nacional.